# Коцелово
Коцелово (фин. Kotsala) — деревня в  Ропшинском сельском поселении Ломоносовского района Ленинградской области.

## История
На «Топографической карте окрестностей Санкт-Петербурга» Военно-топографического депо Главного штаба 1817 года упомянута деревня Кочелова, состоящая из 5 крестьянских дворов.
В пояснительном тексте к этнографической карте Санкт-Петербургской губернии П. И. Кёппена 1849 года она записана как деревня Wekarala, Kotsala (Котцелова) и указано количество её жителей на 1848 год: савакотов — 8 м. п., 5 ж. п., всего 13 человек, которые относились к лютеранскому приходу Хиетамяки.
Согласно «Топографической карте частей Санкт-Петербургской и Выборгской губерний» в 1860 году деревня называлась Коцелово и состояла из 4 дворов.

КОТЦЕЛОВО — деревня Павловского городового правления при колодце, число дворов — 4, число жителей: 9 м. п., 11 ж. п. (1862 год)

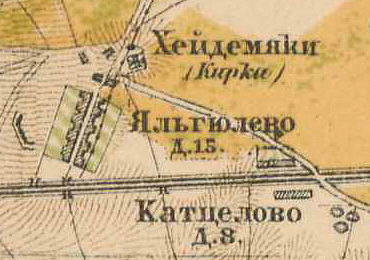
Деревня Коцелово на карте 1885 года

В 1885 году деревня Катцелово насчитывала 8 дворов.
В конце XIX — начале XX века деревня входила в состав Константиновской волости 1-го стана Петергофского уезда Санкт-Петербургской губернии. По приходским данным население деревни было исключительно финским.
По данным «Памятной книжки Санкт-Петербургской губернии» за 1905 год деревня называлась Котцелево.
К 1913 году количество дворов в деревне Котцелово не изменилось.
С 1917 по 1919 год деревня Коцелово входила в состав Высоцкого сельсовета Шунгоровской волости Петергофского уезда.
С 1919 года в составе Стрелино-Шунгоровской волости.
С 1922 года в составе Чухонско-Высоцкого сельсовета Ропшинской волости.
С 1923 года в составе Троцкого уезда. 
Согласно данным переписи населения СССР 1926 года в деревне Котцелово проживали 68 человек — все финны.
С 1927 года в составе Финско-Высоцкого сельсовета Урицкого района.
С 1930 года в составе Ленинградского Пригородного района.

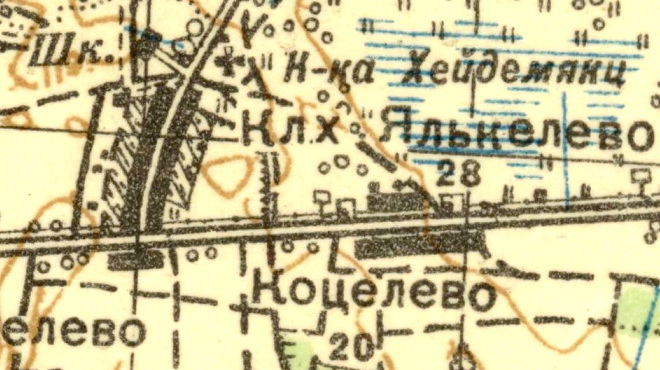
Деревня Коцелово на карте 1931 года

Согласно топографической карте 1931 года деревня называлась Коцелево и насчитывала 20 дворов.
По данным 1933 года деревня называлась Котцелово и входила в состав Финновысоцкого финского национального сельсовета Ленинградского Пригородного района.
С 1936 года в составе Красносельского района.
В 1940 году население деревни Коцелово составляло 100 человек.
Деревня освобождена от немецко-фашистских оккупантов 20 января 1944 года.
С 1955 года в составе Ломоносовского района.
С 1959 года в составе Русско-Высоцкого сельсовета.
С 1963 года в составе Гатчинского района.
С 1965 года вновь в составе Ломоносовского района. В 1965 году население деревни Коцелово составляло 47 человек.
По данным 1966 года деревня называлась Котцелово и также входила в состав Русско-Высоцкого сельсовета.
По данным 1973 и 1990 годов деревня называлась Коцелово и входила в состав Русско-Высоцкого сельсовета.
В 1997 году в деревне Коцелово Русско-Высоцской волости проживал 1 человек, в 2002 году — 2 человека (все русские).
В 2007 году в деревне Коцелово Ропшинского СП — 17 человек.

## География
Деревня расположена в восточной части района на автодороге 41К-015 (Анташи — Красное Село) в месте примыкания к ней автодороги 41К-275 (подъезд к птицефабрике «Русско-Высоцкое»).
Деревня находится к востоку от административного центра поселения посёлка Ропша, смежно с деревней Яльгелево. Расстояние до административного центра поселения — 6 км.
Расстояние до ближайшей железнодорожной станции Красное Село — 10 км.

## Демография
| 1862 | 2002 | 2007 | 2010 | 2017 |
| ---- | ---- | ---- | ---- | ---- |
| 20   | ↘2   | ↗17  | ↗34  | ↗77  |

## Улицы
Гончарная.